# Варберг (Германия)
Варберг (нем. Warberg) — община в Германии, в земле Нижняя Саксония.
Входит в состав района Хельмштедт. Подчиняется управлению Норд-Эльм. Население составляет 872 человека (на 31 декабря 2010 года). Занимает площадь 8,01 км².
| Год  | Население |
| ---- | --------- |
| 1990 | 973       |
| 1995 | 926       |
| 2000 | 942       |
| 2005 | 936       |
| 2010 | 886       |